# Maurice Chevalier

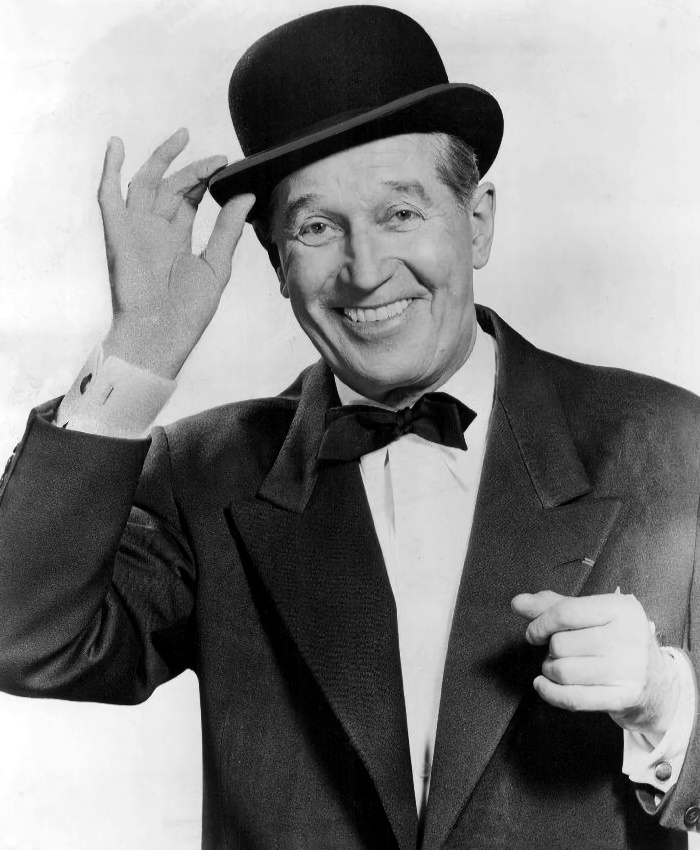
Maurice Chevalier 1959.

Maurice Auguste Chevalier, född 12 september 1888 i Paris, död 1 januari 1972 i Paris, var en fransk skådespelare, sångare och underhållare. Chevalier är känd för sina signaturmelodier, däribland hans första amerikanska hit "Livin' In The Sunlight", "Valentine", "Louise", "Mimi" och "Thank Heaven for Little Girls" samt för filmer som Prinsgemålen (1929), Hans fästmö från New York (1930) (vilka han också nominerades till en Oscar för) och Din för i kväll (1932). Hans kännetecken var en stråhatt, som han alltid bar på scenen, tillsammans med en smoking. Under en turné i USA mötte han George Gershwin och Irving Berlin och lanserade även en operett på Broadway. Chevalier anlände sedan till Hollywood, just när talfilmen slagit igenom, hans första film där blev Paris! Paris! (1929).
År 1957, medverkade Chevalier i komedin Ariane, vilket var hans första Hollywoodfilm på över 20 år. 1958 spelade han, tillsammans med Leslie Caron och Louis Jourdan, huvudrollerna i musikalfilmen Gigi, ett lättfärdigt stycke. Under det tidiga 1960-talet gjorde han ytterligare åtta filmer, däribland Can-Can (1960) och Fanny (1961). År 1970, gjorde Maurice Chevalier sitt slutliga bidrag till filmen, då han sjöng titelmelodin till Disneyfilmen Aristocats, som utspelar sig i 1910-talets Paris. 

## Biografi

### Tidiga år och genombrott
Maurice Chevalier växte upp i en stor familj med åtta syskon. Han slutade skolan vid elva års ålder och började arbeta som gravyrlärling och fabriksarbetare. Hans första arbete inom underhållningsbranschen var som akrobat, men en olycka gjorde att han istället fick börja sjunga på caféer och nöjeslokaler i Paris. Hans röst var ganska begränsad, men han kompenserade det genom att använda sin humor och sin charm. 
År 1908 framträdde Chevalier på film för första gången. Hans stora genombrott kom 1909, när han blev anlitad av Folies-Bergère där han fick arbeta med Frankrikes då största musikalstjärna, Mistinguett. De två hade även ett långt kärleksförhållande tillsammans. Under första världskriget stred han i det franska infanteriet. Han blev sårad och tillfångatagen i 26 månader. Han satt han i det tyska fånglägret Altengrabow. I lägret fick han chansen att lära sig engelska av en annan krigsfånge. Efter kriget återvände han till Paris och fortsatte arbeta inom nöjesvärlden. Det dröjde inte länge innan han blev känd även utanför Frankrike.

### Hollywood
År 1928 reste Chevalier till Hollywood och året därpå spelade han i filmmusikalen Innocents of Paris. 1930 gjorde Chevalier den manliga huvudrollen i Ernst Lubitschs film Prinsgemålen mot Jeanette MacDonald. 1930 medverkade han i Hans fästmö från New York där han spelade mot Claudette Colbert. För båda dessa filmer blev han Oscarsnominerad i klassen bästa manliga skådespelare. En milstolpe i hans karriär var Rouben Mamoulians film Din för i kväll från 1932 där han på nytt spelade mot Jeanette MacDonald.
Maurice Chevalier flyttade tillbaka till Europa 1935 och medverkade i olika brittiska och franska filmer.
Under andra världskriget turnerade Chevalier mestadels i icke ockuperade delar av Frankrike.
1946 började han ge ut sina memoarer, Min väg och mina visor. Denna första del i en serie på elva blev en världssuccé som snabbt översattes till åtta språk.
Chevalier återvände till Hollywood på 1950-talet. Då var musikalfilmens storhetstid över, men han fick bra kritik för sin insats i Billy Wilders komedi Ariane (1957) samt i Vincente Minnellis Gigi, ett lättfärdigt stycke från 1958 där han sjöng kända låtar som "I remember it well" och "The night they invented champagne".

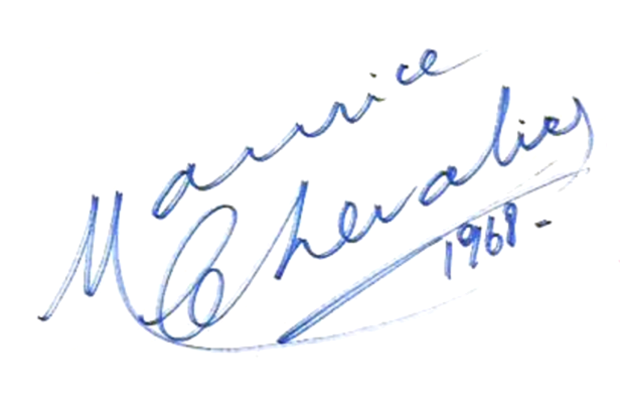
Namnteckning Maurice Chevalier.

### Senare år
År 1959 tilldelades Maurice Chevalier en hedersoscar för sina insatser för nöjesvärlden under mer än 50 år. Under 1960-talet medverkade han i ytterligare filmer. 
Chevaliers sista arbete inom filmen, och tillika hans sista inspelning, gjordes 1970 när han sjöng titelmelodin till Disneyfilmen Aristocats, efter att sångens låtskrivare, Bröderna Sherman, skrev till Chevalier och bad honom göra ett avbrott i pensionen, för att sjunga deras melodi, som den "Mr. Paris" han var. Filmen handlar om fyra aristokratiska katter i det förra sekelskiftets Paris.
Maurice Chevalier avled i Paris, den 1 januari 1972, 83 år gammal.

## Filmografi i urval
- 1929 – Paris! Paris!
- 1929 – Prinsgemålen
- 1930 – Paramount-paraden
- 1930 – Hans fästmö från New York
- 1930 – Charmören på Lilla Caféet
- 1931 – The Stolen Jools
- 1931 – Leende löjtnanten
- 1932 – En timme med dig
- 1932 – Din för i kväll
- 1933 – Pappa opp i dagen
- 1934 – Glada änkan
- 1936 – En glad vagabond
- 1938 – Den döde tar till flykten
- 1957 – Ariane
- 1958 – Gigi, ett lättfärdigt stycke
- 1960 – Can-Can
- 1961 – Fanny
- 1962 – Kapten Grants barn
- 1967 – Oss apor emellan

## Kuriosa
- I Bröderna Marx-filmen Fyra fräcka fripassagerare (Monkey Business) från 1931 gör alla fyra bröderna Marx varsin imitation av Maurice Chevalier där de sjunger hans låt You've brought a new kind of love to me.